# Świdowa (Niepołomice)
Świdowa – dawna osada, a dziś część osiedla Zagrody w Niepołomicach, położona w jego północnej części, bezpośrednio nad rzeką Wisłą. Od zachodu sąsiaduje ze Starym Pasternikiem, od południa z Kaźmierzem, natomiast od zachodu z Jazami i Kółkiem.
Do 31 grudnia 2007 r. Świdowa była częścią osiedla Grobla-Jazy. 1 stycznia 2008 r. została przeniesiona do nowo utworzonego osiedla Zagrody.
W rejonie tym występuje jedynie zabudowa jednorodzinna.